# Welles (Schiff)

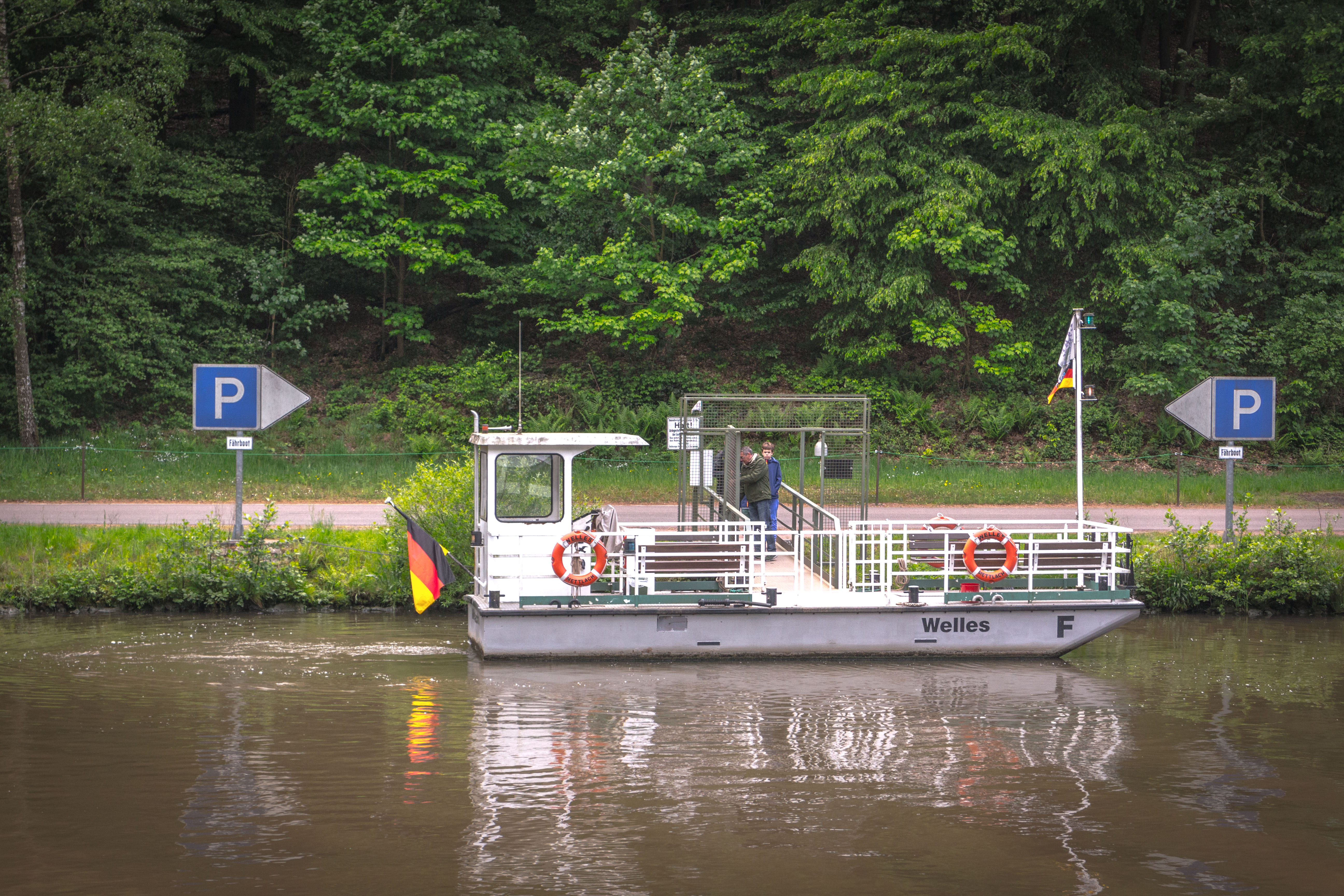
Saarfähre Welles

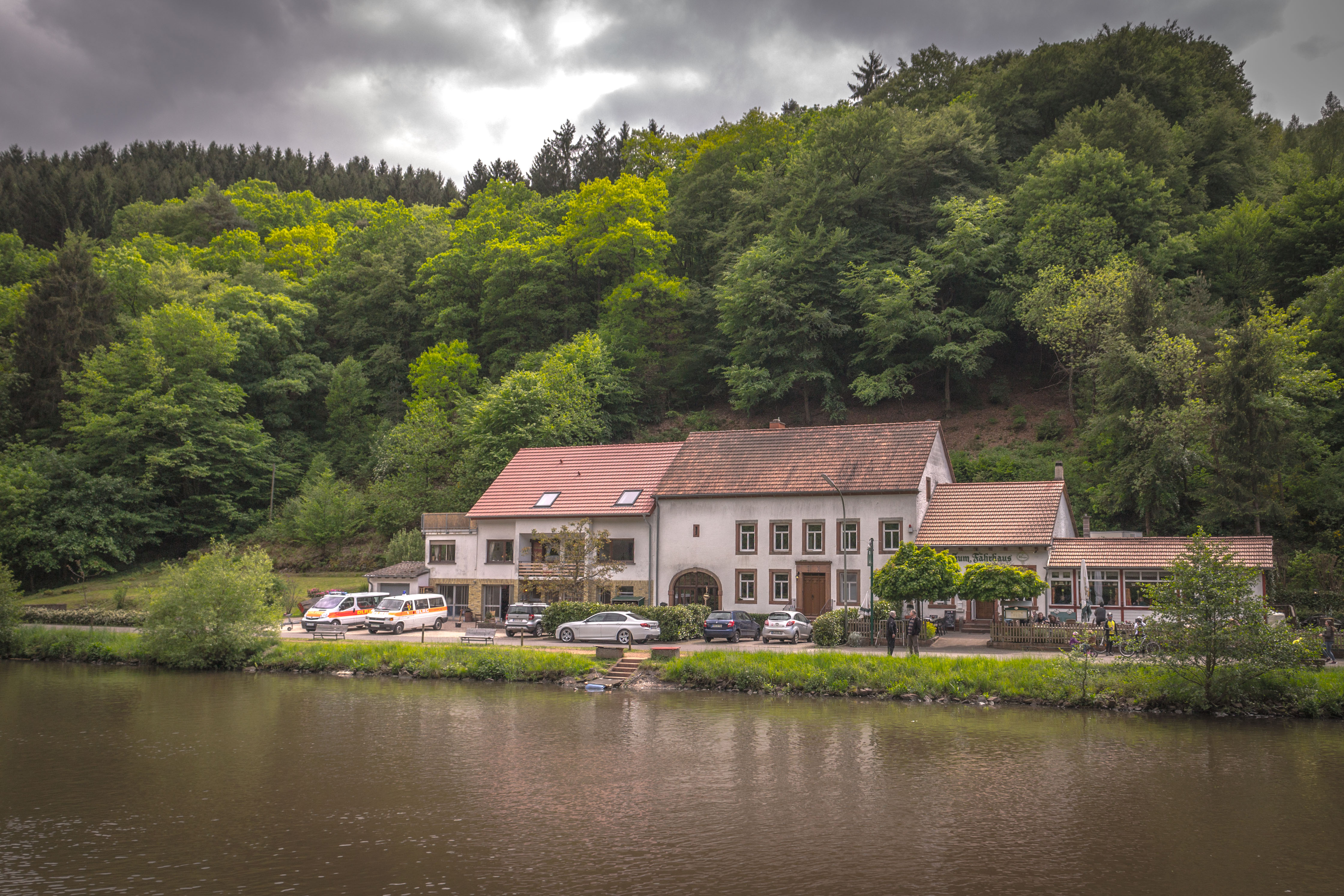
Gästestätte „Zum Fährhaus“ mit Anlegestelle

Die Welles ist die letzte Fähre, die auf der Saar verkehrt.
Sie fährt während der Saison täglich außer montags im Bereich der Saarschleife von einer Anlegestelle am alten Gasthaus „Fährhaus“ und befördert vor allem Wanderer und Radfahrer, die beispielsweise die Burg Montclair besichtigen wollen. Die Welles fasst zwölf Fahrgäste.

## Zwischenfälle
1996 war die Saar zugefroren und die Fähre musste aus dem Eis befreit werden. Im Frühjahr 2010 kollidierte die Welles mit einem Frachtschiff, wobei ein Kind verletzt wurde.